# Émile Bender
Émile Joseph Louis Bender (* 6. September 1871 in Charentay; † 26. März 1953 in Nizza) war ein französischer Rechtsanwalt und  Politiker der Dritten Republik.

## Leben
Émile Bender, Sohn eines Winzers, studierte in Lyon, wo er zum Doktor der Rechte promovierte. Er ließ sich in Lyon als Rechtsanwalt eintragen. Er war erster Sekretär der Lyoner Anwaltskammer und veröffentlichte mehrere juristische Werke.
Bender war Mitglied der Radikalen Partei und wurde von 1901 bis zu seinem Tod 1953 zum Bürgermeister von Odenas gewählt. 1907 wurde er in einer Nachwahl zum Abgeordneten, 1913 zum Mitglied des Generalrats und 1920 zum Präsidenten des Generalrats gewählt. Nachdem er 1914 im ersten Wahlgang erneut zum Abgeordneten gewählt worden war, gehörte Bender mehreren Ausschüssen an, darunter dem Ausschuss für Arbeit, Justizreform, Zivil- und Strafrecht (dessen stellvertretender Vorsitzender er war) und dem Haushaltsausschuss.
Nach einer Niederlage im Jahr 1919 (er war Dritter auf der radikalen Liste, die zwei Abgeordnete stellte) wurde er 1924 erneut zum Abgeordneten gewählt. Nach einer erneuten Niederlage 1928 wurde er 1931 Senator und blieb bis zum 31. Dezember 1944 im Amt. Im Senat gehörte er dem Handelsausschuss an, in dem er zunächst stellvertretender Vorsitzender und ab 1935 Vorsitzender war.
Am 10. Juli 1940 gehörte Émile Bender zu den 80 Parlamentariern, die gegen die Vollmachten für Philippe Pétain stimmten. Im Juli und August 1945 war er Geschworener beim Prozess gegen Pétain vor dem Hohen Gerichtshof. Er wurde 1945 als Generalrat wiedergewählt und war bis 1951 erneut Präsident des Generalrats des Départements Rhône.
Er war der Schwager von Edmond Locard, dem Gründer des ersten kriminaltechnischen Labors der Welt.